# Cruz del Itacuán
Cruz del Itacuán är en ort i Mexiko.   Den ligger i kommunen Santiago Pinotepa Nacional och delstaten Oaxaca, i den sydöstra delen av landet, 400 km söder om huvudstaden Mexico City. Cruz del Itacuán ligger 97 meter över havet och antalet invånare är 515.
Terrängen runt Cruz del Itacuán är platt åt sydväst, men åt nordost är den kuperad. Terrängen runt Cruz del Itacuán sluttar söderut. Runt Cruz del Itacuán är det ganska glesbefolkat, med 42 invånare per kvadratkilometer. Närmaste större samhälle är Santiago Pinotepa Nacional, 6,6 km nordväst om Cruz del Itacuán. Omgivningarna runt Cruz del Itacuán är en mosaik av jordbruksmark och naturlig växtlighet.